# Разумная (галера)
«Разумная» — галера Азовской флотилии Российской империи, одна из семи галер типа «Вёдрая», участник русско-турецкая войны 1735—1739 годов.

## Описание галеры
16-баночная двухмачтовая галера с деревянным корпусом, одна из семи галер типа «Вёдрая». В качестве основного движителя судна использовалось 16 пар вёсел, также галера была оборудована вспомогательным косым парусным вооружением на двух мачтах.

## История службы
Галера «Разумная» была заложена на стапеле Тавровской верфи по приказу Петра I от 8 (19) апреля 1723 года. Однако, в связи с подписанием в Константинополе 12 (23) июня 1724 года договора между Россией и Турцией, который разграничивал владения двух стран, 1 (12) октября 1724 года последовал новый указ о прекращении строительства судов для Азовского флота. «Разумная» вместе с остальными галерами того же типа осталась недостроенной на стапеле. В 1735 году при подготовке России к очередной войне с Турцией был издан указ Анны Иоанновны «... суда, построенный в Таврове, спустить и приготовить к походу». В связи с этим в мае того же года галера была достроена, спущена на воду и включена в состав Азовской флотилии.
Принимала участие в русско-турецкой войне 1735—1739 годов.
По окончании службы в составе флота после 1739 года галера «Разумная» была разобрана.

### Комментарии
1. ↑  Всего в рамках серии было построено 7 галер: «Вёдрая» (головное судно проекта), «Превосходительная», «Разумная», «Сиятельная», «Склонная», «Уборная» и «Хвальная»[1].
2. ↑  Или 16 банок[1].